# Cabo Chidley
El Cabo Chidley es un promontorio ubicado en la costa este de la Isla Killiniq, Canadá. Se encuentra en el extremo noreste, siendo el punto más septentrional de la Península del Labrador. con frecuencia se coloca erróneamente en tierra firme, cuando son porción de la isla de Killiniq.
Cabo Chidley fue nombrado por el explorador inglés John Davis el 1 de agosto de 1587, en honor a su amigo y compañero explorador John Chidley. El 22 de octubre de 1943, el U-537 barco alemán aterrizó justo al sur de Cabo Chidley e instaló la estación meteorológica Kurt para recopilar datos meteorológicos.
En los planes originales para la Línea Pinetree (una serie de estaciones de radar a lo largo del paralelo 50 norte), el Cabo Chidley estaba destinado a ser el sitio para una estación de radar de largo alcance llamada "N-30". Los suministros se trasladaron al sitio en barco durante 1951-1952, pero a finales de 1952 y principios de 1953 el sitio fue finalmente trasladado a la isla Resolución. 

## Etimología
A veces escrito Cabo Chudleigh, el Cabo Chidley se encuentra en el límite corto entre la provincia de Terranova y Labrador y el territorio de Nunavut en la isla Killiniq. Forma el punto más septentrional de Labrador. Apareció por primera vez en las primeras cartografías francesas como Cap Predrix o Cabo Partridge.

## Ubicación

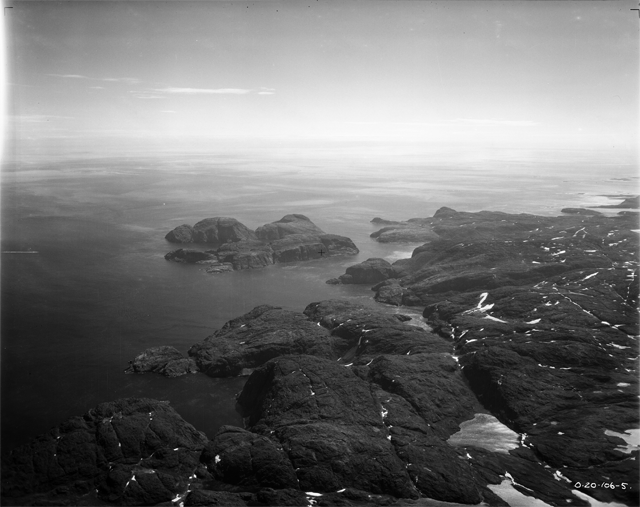
Vista aérea de los acantilados costeros de Cabo Chidley.

El Dominio de Terranova, habiendo sido un país separado en el momento en que el archipiélago Ártico Canadiense de Canadá fueron asignadas de esta manera, compartía una frontera con Canadá en la isla Killiniq. El territorio de Labrador incluía toda la cuenca atlántica de la Península de Labrador y sus islas.
La parte norte y occidental de la isla Killiniq desemboca en la bahía de Ungava y el estrecho de Hudson. Así, el cabo Chidley es también el término de la división Laurentian, que separa la cuenca del océano Ártico de la cuenca del océano Atlántico. Algunas fuentes incluyen la Bahía de Hudson en la cuenca del Océano Atlántico, aunque la División Laurenciana se estableció desde hace mucho tiempo y ubica la Bahía de Hudson con la cuenca del Océano Ártico. El cabo marca el extremo sur de la entrada al Estrecho de Hudson, frente a la Isla Resolución .
La comunidad más cercana al cabo Chidley fue Port Burwell, Nunavut, hasta que fue evacuada en 1978. La propia isla Killiniq está separada del continente de América del Norte por el estrecho Maclean.
Los montes Torngat corren a lo largo de la costa de Labrador y terminan en la isla Killiniq. La cima de la loma que forma el promontorio en el Cabo Chidley tiene una elevación de 350 m (382,8 yd), lo que hace que el cabo sea considerablemente más alto que cualquiera de sus dos promontorios flanqueantes.
Las islas del Cabo Chidley se encuentran en el extremo norte del cabo.

## Geología
El cabo Chidley es parte de la plataforma talud continental del atlántico con regiones de plataforma y pendiente están separadas por una isóbata de 200 metros (656,2 pies).